# Waigolshausen
Waigolshausen ist eine Gemeinde im unterfränkischen Landkreis Schweinfurt. Bis 1900 war auch die Schreibweise „Weigolshausen“ üblich.

## Geographie
Die Gemeinde liegt in der Region Main-Rhön.

### Gemeindegliederung
Es gibt vier Gemeindeteile (in Klammern ist der Siedlungstyp angegeben):
- Dächheim (Gut)
- Hergolshausen (Pfarrdorf)
- Theilheim (Kirchdorf)
- Waigolshausen (Pfarrdorf)

Es gibt die Gemarkungen Hergolshausen (ca. 600 Einwohner), Theilheim (ca. 750 Einwohner) und Waigolshausen (ca. 1550 Einwohner).

### Nachbargemeinden
Nachbargemeinden sind (von Norden beginnend im Uhrzeigersinn): Bergrheinfeld, Röthlein, Wipfeld, Schwanfeld und Werneck.

## Geschichte

### Bis zur Gemeindegründung
Die erste urkundliche Erwähnung als „Witoldeshusen“ ist der Wildbannverleihung des Kaisers Heinrich an den Würzburger Bischof Adalbero von Lambach am 22. Juni 1060 zu entnehmen. Als Teil des Hochstiftes Würzburg lag Waigolshausen ab 1500 im Fränkischen Reichskreis. Das Hochstift Würzburg wurde 1803 zugunsten Bayerns säkularisiert, dann im Frieden von Preßburg 1805 Erzherzog Ferdinand von Toskana zur Bildung des Kurfürstentums bzw. Großherzogtums Würzburg überlassen, mit dem es 1814 endgültig an Bayern fiel. Die politische Gemeinde entstand im Jahr 1818.

### Eingemeindungen
Am 1. Mai 1978 wurden die Gemeinden Hergolshausen und Theilheim eingegliedert.

### Einwohnerentwicklung
| Jahr      | 1961 | 1970 | 1987 | 1991 | 1995 | 2000 | 2005 | 2010 | 2015 | 2020 |
| --------- | ---- | ---- | ---- | ---- | ---- | ---- | ---- | ---- | ---- | ---- |
| Einwohner | 2537 | 2772 | 2614 | 2696 | 2699 | 2912 | 2893 | 2834 | 2770 | 2709 |

Im Zeitraum 1988 bis 2018 stieg die Einwohnerzahl von 2630 auf 2719 um 89 Einwohner bzw. um 3,4 %. 2000 hatte die Gemeinde 2951 Einwohner.
Quelle: BayLfStat

## Politik

### Bürgermeister
Seit 1. Mai 2020 ist Christian Zeißner (Dorfgemeinschaft Theilheim) Erster Bürgermeister. Dieser wurde am 15. März 2020 bei einer Wahlbeteiligung von 79,1 % mit 66,5 % der Stimmen gewählt. Seine Vorgänger waren:
- 1. Mai 2008 bis 30. April 2020: Peter Pfister (SPD)
- bis 30. April 2008: Bruno Strobel (CSU)

### Gemeinderat
Den Gemeinderat bilden seit 1. Mai 2020 14 Ratsmitglieder (zuzüglich Bürgermeister) aus folgenden vier Wahlvorschlägen:
- CSU/Freie Wählergemeinschaft Waigolshausen 5 Sitze
- Dorfgemeinschaft Theilheim 4 Sitze
- Gemeinsame Liste Hergolshausen 3 Sitze und
- SPD 2 Sitze.[7]

### Wappen
|                         | Blasonierung: „In Rot unter einem silbernen Eisenbahnrad zwei schräg gekreuzte silberne Rebmesser.“ |
| Wappenführung seit 1982 | |

### Interkommunale Allianz
Die Gemeinde Waigolshausen ist Mitglied in der Interkommunalen Allianz Oberes Werntal.

## Kultur und Sehenswürdigkeiten
Seit 2006 findet in Waigolshausen alle zwei Jahre eine Parade zum Saint Patrick’s Day statt.
Der Musikverein veranstaltet alljährlich zu Pfingsten in der Ortsmitte das Lindenblütenfest.

## Wirtschaft und Infrastruktur

### Wirtschaft einschließlich Land- und Forstwirtschaft
Es gab 2023 nach der amtlichen Statistik insgesamt 120 sozialversicherungspflichtig Beschäftigte am Arbeitsort. Sozialversicherungspflichtig Beschäftigte am Wohnort gab es insgesamt 1163. Im verarbeitenden Gewerbe und im Bauhauptgewerbe gab es keine Betriebe. Zudem bestanden im Jahr 2020 39 landwirtschaftliche Betriebe mit einer landwirtschaftlich genutzten Fläche von 1849 Hektar, davon waren 1735 Hektar Ackerfläche und 105 Hektar Dauergrünfläche. In den Jahren 2008–2010 sollte die Flurbereinigung umgesetzt werden.

### Verkehr
Am Bahnhof Waigolshausen zweigt die Werntalbahn nach Gemünden von der Bahnstrecke Bamberg–Würzburg ab.

### Bildung
Es gibt folgende Einrichtungen (Stand 2024):
- 3 Kindertagesstätten: 145 genehmigte Betreuungsplätze, 130 betreute Kinder

## Persönlichkeiten
- Luitpold Baumblatt (1806–1877), jüdisch-katholischer Konvertit, Pädagoge, Fachbuchautor und Heimatschriftsteller; hatte den Prinzregenten Luitpold von Bayern zum Taufpaten.